# Harpastum
Harpastum, eller Harpustum, var ett slags bollspel som spelades i det romerska riket. Bollen som användes var liten (mindre än en fotboll) och hård. Ordet "harpastum" har sina rötter i det grekiska ordet ἁρπαστόν (harpaston).
Spelet verkar ha varit en romersk variant av ett grekiskt spel, φαινίνδα (phaininda), eller ett annat grekiskt spel, ἐπίσκυρος (episkuros). Föga är känt om spelets regler, men källor indikerar att det var ett ganska våldsamt spel.